# Дарвин-Томпсон, Марта
Марта Дарвин Томпсон (англ. Martha Darwin Thompson; 1903—1964) — американская художница, мастер портретной куклы, создавала уникальных портретных кукол из фарфора с 1942 по 1964 год. Её первые куклы были вырезаны из мыла, но впоследствии она освоила бисквит (обожжённый, но не глазурованный фарфор). Новатор среди американских художников в области создания кукол.
Марта Дарвин Томпсон родилась в Хантсвилле, штат Алабама, в 1903 году, она была старшей из трёх детей в семье. Её отец, Джеймс Ланье Дарвин, был хирургом и врачом. Её мать, Марта Ли Паттерсон, была художником и пианистом. Марта с детства наблюдала за работой матери-художницы. В раннем возрасте она увлекалась акварелью, рисовала детские портреты пастелью, лепила из глины. После школы в Хантсвилле, она училась в Семинарии Говарда в Вест-Бриджуотер, Массачусетс. Она посещала «Информационную школу дизайна», «Школу искусств Массачусетса». Вышла замуж за У. Мюррея Томпсона в 1929 году, и у них было двое детей.
В 1928 году Марта начала делать своих первых кукол, вырезая их из мыла. Позже она заинтересовалась фарфором и начала делать фарфоровых портретных кукол.
Она была одним из членов хартии Национального института американских художников-кукольников (NIADA) и стремилась добиться признания такого вида изобразительного искусства, как куклы ручной работы. Она создавала всех своих кукол, используя собственные формы для фарфора. Среди её работ портретные куклы президента Эйзенхауэра, королевы Елизаветы II, Грейс Келли, принца Монако Ренье, принц Чарльз, принцесса Анна. Для исторических деятелей Марта Томпсон моделировала лица кукол по известным картинам или гравюрам. Знаменитые куклы Марты Томсон хранятся в частных коллекциях и редко появляются на вторичном рынке.